# 로드코드
로드코드는 소프트웨어 개발자를 위한 소스 코드 관리 해결책을 만드는 회사이다. 로드코드의 본사는 베를린에 있으며  팰로앨토, 캘리포니아에 부서도 있다.  또 다른 로드코드는 소스 코드 관리 (SCM) 툴이며 여러 개의 관리 저장소를 관리와 보안하는데에 쓰인다.

## 역사
로드코드는 2010년에 Marcin Kuźmiński가 더 효율적이고 안전한 머큐리얼과 깃 상의 코드를 관리하는 방법이 필요하다고 느껴서 만들었다. 로드코드는 오픈 소스 소프트웨어로 출시되었다. 2013년 초반에 로드코드 프로젝트가 회사가 되고 유저들이 원하는 것들을 추가하기 위해 로드코드 엔터프라이즈가 만들어졌다. 새 버전이 2013년 8월에 출시되었는데 그때부터 소프트웨어의 일부가 더 이상 오픈 소스가 아니게 되었다.
로드코드 (회사)는 2013년 7월에 만들어졌으며 CTO는 Marcin Kuźmiński이고 CEO는 Sebastian Kreutzberger이다. 현재의 로드코드 Inc.는 베를린과 팰로앨토에 회사가 있는 주식회사다. 2014년 10월에 시리즈 A 예산인 350만 달러를 받았고 현재 얼리버드 벤쳐 캐피털과 DFJ 에스프리트로부터 예산을 받고 있다.

## 소프트웨어
로드코드 엔터프라이즈는 파일런 프레임워크를 사용한 파이썬 소프트웨어이며 최대 10인을 위한 무제한 개인 저장소를 포함한 무료 계정을 만들 수 있다. 서버상 독립형 컴퓨터 프로그램으로 사용할 수 있으며 머큐리얼, 깃과 서브버전 저장소를 관리할 수 있다. 로드코드는 특정 제한에 맞는 오픈 소스 프로젝트와 비영리, 비정부, 학생, 비업체, 비정치와 개인 단체에게 로드코드 엔터프라이즈를 무료로 제공한다.

## 라이센스 바뀜과 프로젝트 스핀오프
로드코드 엔터프라이즈의 전 버전들은 전부 GNU 일반 공중 사용 허가서 버전 3을 사용했지만 2013년 8월에 로드코드 2.0에 일부 예외를 만들었다. 예전에는 로드코드가 개인 개발자들로부터의 패치를 허용했기 때문에 회사가 이런 예외를 만들어도 되는지 토론이 있었다. 소프트웨어 자유 관리 위원회 (Software Freedom Conservancy)의 브래들리 M. 쿤은 이 예외는 불확실하며 "사용자가 자신의 권리에 대해 제데로 알지 못하게 한다"라고 한다. 하지만, SFC는 소송을 걸지 않고 로드코드의 스핀오프인 칼리세아를 만들고 유료 파일을 무료 파일로 바꿨다.